# دوست، افسانه ما
دوست، افسانه ما (به انگلیسی: Friend, Our Legend؛‏ به کره‌ای: 친구, 우리들의 전설) یک مجموعه تلویزیونی محصول کره جنوبی در سال ۲۰۰۹ با بازی هیون بین، کیم مین جون، سو دو یونگ، لی شی اون، وانگ جی هه و جونگ یو می است. این مجموعه از ۲۷ ژوئن تا ۳۰ اوت ۲۰۰۹، روزهای شنبه و یکشنبه ساعت ۲۲:۴۰ (به زمان کره جنوبی) از شبکه ام‌بی‌سی پخش شد. این مجموعه یک اقتباس از فیلم سال ۲۰۰۱ به نام دوست به کارگردانی کواک کیونگ تک است که کارگردانی این مجموعه را نیز انجام داده است. مانند فیلم، این مجموعه نیز در بوسان فیلم‌برداری شده است.

## بازیگران

### اصلی
- هیون بین در نقش هان دونگ سو[۵][۶][۷][۸]
- کیم مین جون در نقش لی جون سوک
- سو دو یونگ در نقش جونگ سانگ تک
- سو دو یونگ در نقش کیم جونگ هو
- وانگ جی هه در نقش چوی جین سوک
  - مون گا یونگ در نقش جوانی جین سوک
- به گو رین در نقش پارک سونگ ئه
- جونگ یو می در نقش مین اون جی